# Reinhard Silberberg

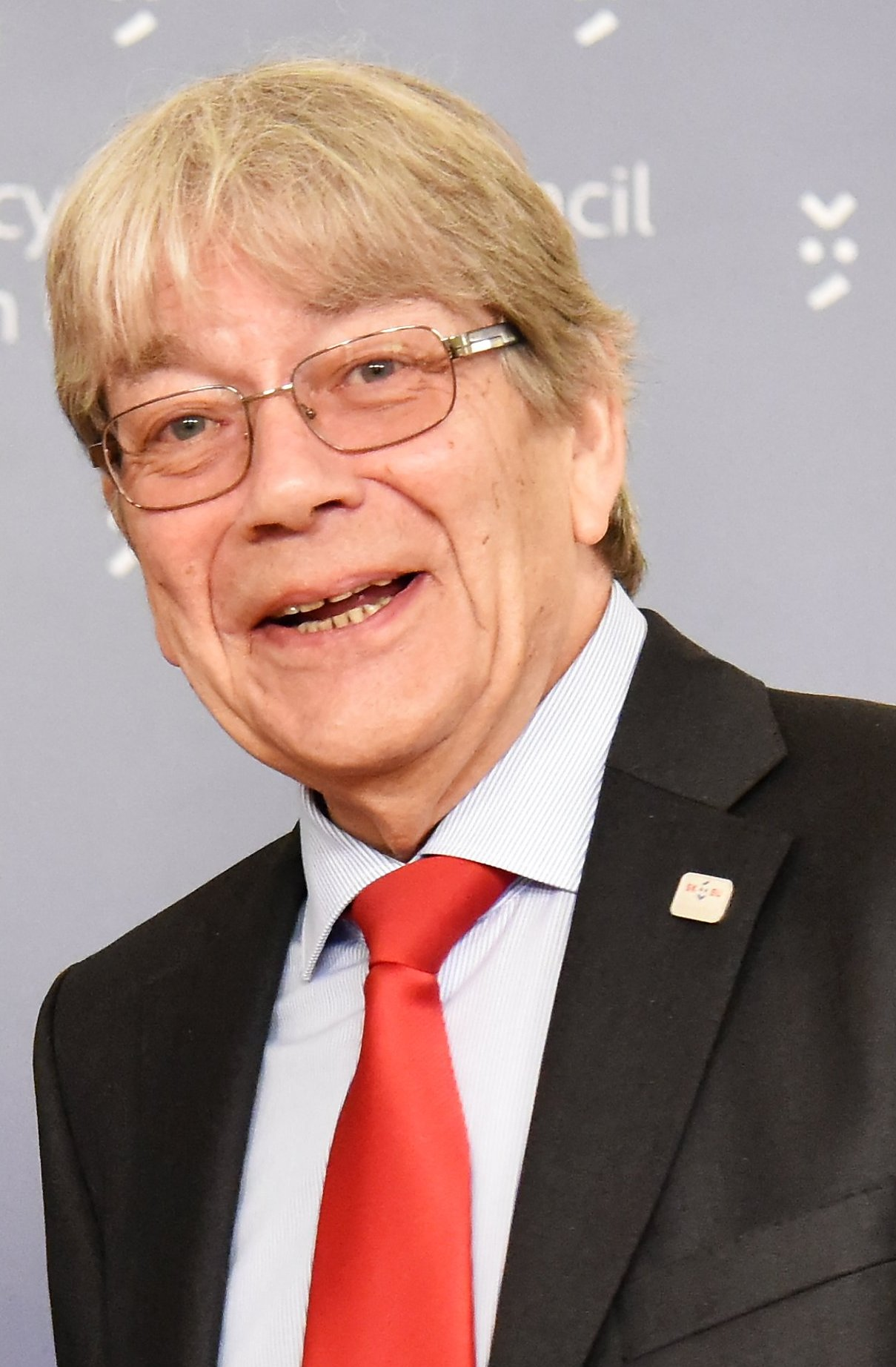
Reinhard Silberberg (2016)

Reinhard Silberberg (* 17. Mai 1953 in Burgsteinfurt) ist ein deutscher Diplomat im Ruhestand. Er war zuletzt von 2014 bis 2018 Ständiger Vertreter Deutschlands bei der EU.

## Leben
Vor 1998 war er an der Botschaft in Bangladesch und Guatemala tätig. Von 1998 bis 2005 war er Leiter der Abteilung Europapolitik im Bundeskanzleramt. Von März 2006 bis November 2009 war er Staatssekretär im Auswärtigen Amt. Ende 2009 wurde Silberberg Botschafter in Spanien, Madrid. Im Sommer 2014 wechselte er zur Ständigen Vertretung der Bundesrepublik Deutschland bei der Europäischen Union und tauschte das Amt mit Peter Tempel. Reinhard Silberberg ging im Sommer 2018 in Ruhestand und übergab an Michael Clauss.
Silberberg wird medial mitunter als „graue Eminenz der deutschen Europapolitik“ bezeichnet. Jacques Chirac, der ihn von vielen Gipfeltreffen kannte, bezeichnete ihn einst als „kompetent und sehr intelligent“.
Silberberg ist verheiratet und hat vier Kinder.

## Ehrungen und Auszeichnungen
- 2007: Ix-Xirka Ġieħ ir-Repubblika
- 2007: norwegischer Verdienstorden
- 2009: Großkreuz des portugiesischen Verdienstordens
- 2010: Großes Verdienstkreuz des Verdienstordens der Bundesrepublik Deutschland